# Płąchawy (gmina)
Płąchawy (do 1949 Błędowo) – dawna gmina wiejska istniejąca w latach 1950–1954 w woj. pomorskim/bydgoskim (dzisiejsze woj. kujawsko-pomorskie). Siedzibą władz gminy były Płąchawy.
Gmina została utworzona w dniu 1 stycznia 1950 roku w woj. pomorskim, w powiecie chełmińskim, z obszaru zniesionej gminy Błędowo. 6 lipca 1950 roku zmieniono nazwę woj. pomorskiego na bydgoskie. 1 lipca 1952 roku gmina składała się z 7 gromad: Błędowo, Dąbrówka, Kotnowo, Płąchawy, Wałdowo Szlacheckie, Wieldządz i Wiewiórki.
Gmina została zniesiona 29 września 1954 roku wraz z reformą wprowadzającą gromady w miejsce gmin. Jednostki nie przywrócono 1 stycznia 1973 roku po reaktywowaniu gmin.